# Edward Snowden
Edward Joseph Snowden (wym. [ˈɛdwɚd ˈsnoʊ̯dən]; ur. 21 czerwca 1983 w Elizabeth City) – amerykański demaskator, były pracownik CIA i zleceniobiorca zatrudniony przez firmy Dell oraz Booz Allen Hamilton na umowach dla NSA, który ujawnił na łamach prasy kilkaset tysięcy poufnych, tajnych i ściśle tajnych dokumentów NSA, co zostało opisane przez prasę jako największy wyciek tajnych informacji w historii USA. Poszukiwany przez władze USA pod zarzutem ujawnienia tajemnic państwowych i szpiegostwa. Na początku sierpnia 2013 Snowden otrzymał azyl tymczasowy w Rosji, a w październiku 2020 prawo stałego pobytu. Pod koniec września 2022 na mocy dekretu podpisanego przez prezydenta Rosji Władimira Putina otrzymał rosyjskie obywatelstwo oraz złożył przysięgę wierności Federacji Rosyjskiej.

## Ujawnienie tajnych dokumentów
Edward Snowden ujawnił:
- informacje o programie PRISM, pozwalającym masowo podsłuchiwać rozmowy Amerykanów i obywateli innych krajów, prowadzone poprzez telefon VoIP i Internet. Według Snowdena PRISM umożliwia Agencji Bezpieczeństwa Narodowego przeglądanie poczty elektronicznej, dostęp do czatów i wideoczatów oraz czerpanie informacji z serwisów społecznościowych. W programie PRISM biorą udział Microsoft (Hotmail), Google (Gmail i YouTube), Yahoo!, Facebook, Skype, AOL, Apple Inc. i Paltalk[8][9].
- kopię tajnego postanowienia sądu FISC z dnia 25 kwietnia 2013 roku, zgodnie z którym jeden z głównych amerykańskich operatorów sieci telefonii komórkowej Verizon jest zobowiązany codziennie przekazywać Agencji Bezpieczeństwa Narodowego metadane dotyczące wszystkich rozmów, zarówno wewnątrzkrajowych, jak też i międzynarodowych, zawierające numery telefoniczne dzwoniącego i przyjmującego rozmowę, IMEI telefonów, datę i godzinę oraz długość rozmowy oraz miejsce, z którego telefonowano[10].
- że służby Stanów Zjednoczonych szpiegowały instytucje Unii Europejskiej i ponad 30 czołowych polityków na świecie. Podsłuchiwany mógł być m.in. telefon komórkowy ówczesnej kanclerz Niemiec Angeli Merkel[11].
- że amerykańskie służby specjalne od 2009 roku niezgodnie z obowiązującym prawem wchodziły do sieci komputerowych wschodnioazjatyckiej sieci Pacnet, a także chińskich operatorów telefonii komórkowej, celem uzyskania dostępu do treści milionów SMS. Zgodnie z oświadczeniem hongkońskiej gazety Sunday Morning Post przekazał redakcji dokumenty potwierdzające ten fakt[12].
- informacje o istnieniu brytyjskiego programu inwigilacji Tempora i oznajmił, że nie posługuje się iPhone, gdyż mają one zintegrowane oprogramowanie, które pozwala śledzić użytkownika. Zamiast smartfonów Snowden posługuje się zwykłymi telefonami komórkowymi[13].

17 czerwca 2013 dziennik „The Guardian”, powołując się na dane uzyskane od Snowdena, podał, że służby specjalne Wielkiej Brytanii i USA prowadziły monitoring komputerów i podsłuchiwały zagranicznych polityków i urzędników biorących udział w spotkaniu grupy G20 w Londynie w 2009. Zajmowały się tym brytyjski GCHQ i amerykańska NSA. Prócz tego brytyjskie służby specjalne w czasie trwania spotkania prowadziły podsłuch telefonicznych rozmów prezydenta Rosji Dmitrija Miedwiediewa.
Snowden podkreślił, że nie wyjawił wszystkich posiadanych informacji.

Dokładnie przestudiowałem każdy dokument, by upewnić się, że jego ujawnienie istotnie posłuży interesom społeczeństwa (...). Istnieje wiele rozmaitych dokumentów, ujawnienie których miałoby istotne konsekwencje, lecz ja nie odkryję ich, gdyż mój cel to jawność, a nie szkodzenie ludziom.

Fakt ten został później potwierdzony przez dyrektora NSA Alexandera, który występując na forum Council on Foreign Relations powiedział, że Snowden przekazał dziennikarzom od 50 do 200 tysięcy tajnych dokumentów, które będą stopniowo wychodzić na światło dzienne. Według danych wewnętrznego raportu Pentagonu, treść którego wyszła na jaw w styczniu 2014 roku, Snowden przechwycił 1,7 miliona tajnych plików; większość dokumentów dotyczy „życiowo ważnych operacji amerykańskiej armii, floty, piechoty morskiej i sił powietrznodesantowych”.

### Domniemany udział innych państw
Przewodniczący komitetów do spraw wywiadu Izby Reprezentantów i Senatu Mike Rogers i Dianne Feinstein wyrazili przypuszczenie, że ponieważ Snowden nie miał technicznych możliwości samodzielnie przejąć setek tysięcy tajnych dokumentów i ponieważ jego działania były prowadzone na tak szeroką skalę, jak również fakt, iż po ucieczce z USA mógł swobodnie się przemieszczać, to jego działania mogły być prowadzone przy pomocy rosyjskiego wywiadu. Jednak śledztwo, przeprowadzone przez FBI, nie wykazało, żeby Snowdenowi pomagał ktoś z zewnątrz. Sam zaś Snowden zaprzeczył twierdzeniom, jakoby w jego działaniach brały udział inne państwa.

### Reakcje międzynarodowe

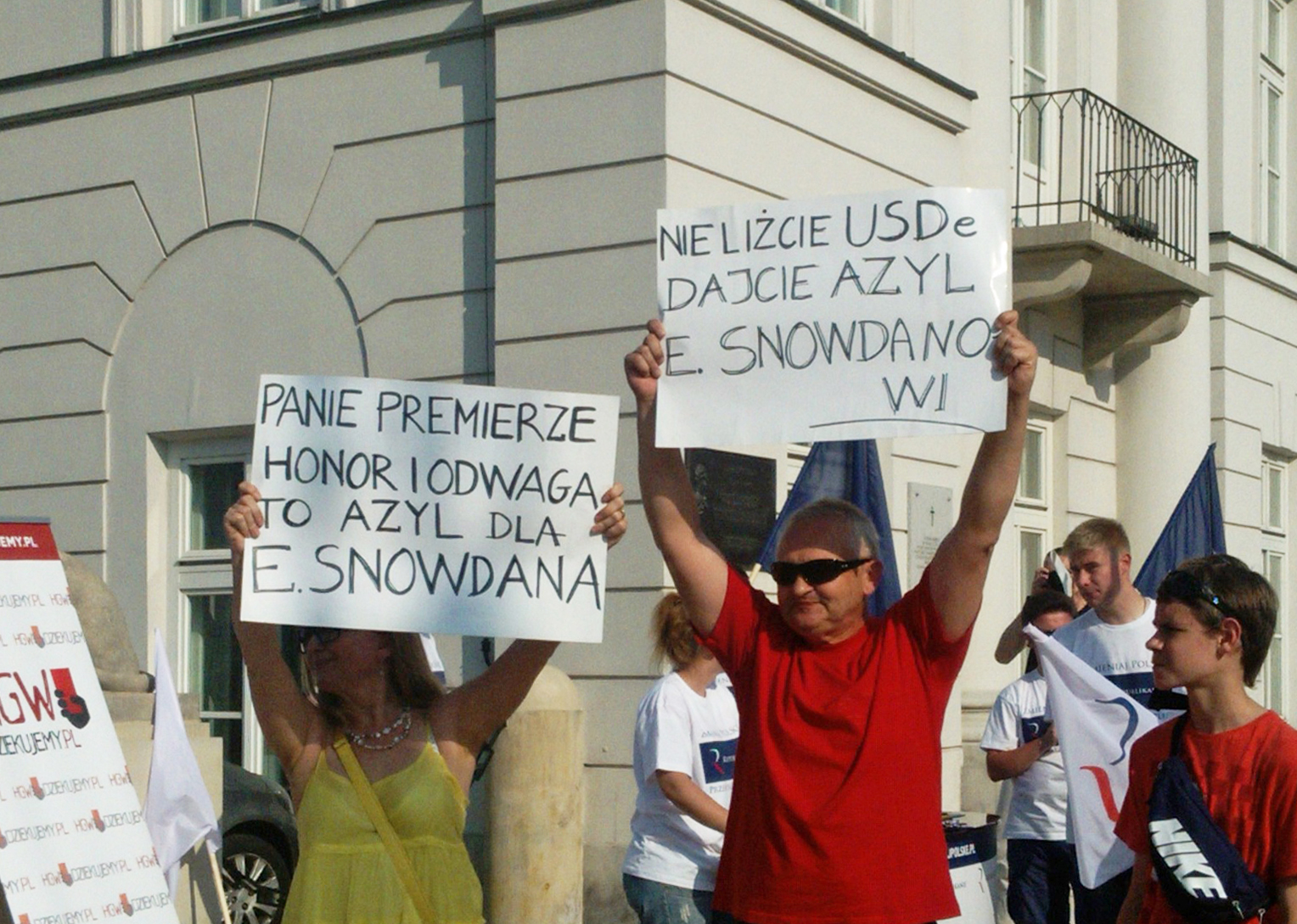
Zwolennicy Edwarda Snowdena pod Pałacem Prezydenckim w Warszawie, 5 lipca 2013

W czerwcu 2013 roku Szwecja i Wielka Brytania, jako jedyne kraje, zablokowały w PE propozycję dyskusji dotyczącej oskarżeń amerykańskiego szpiegostwa wobec instytucji UE i jej polityków. Reprezentanci Litwy, ówczesnego kraju-przewodniczącego UE, starali się bezskutecznie przekonać ministra spraw zagranicznych Szwecji Carla Bildta do zmiany decyzji.
W październiku 2015 roku Parlament Europejski wezwał kraje członkowskie do wycofania zarzutów karnych, o ile takie zostały przedstawione, wobec Edwarda Snowdena i „zapobiegnięcia jego ekstradycji w uznaniu dla jego statusu osoby zgłaszającej przypadki naruszenia i obrońcy praw człowieka na szczeblu międzynarodowym”. Jednocześnie europarlament jest „bardzo rozczarowany tym, że większość państw członkowskich i instytucji UE nie uznała tej kwestii za pilną i nie wyraziła gotowości do poważnego potraktowania kwestii poruszonych w rezolucji”.

## Ucieczka
Snowden udał się do Hongkongu, a potem liniami lotniczymi Aerofłotu do Moskwy, dokąd przybył 23 czerwca 2013 i gdzie czekał na niego samochód z rejestracją dyplomatyczną, prawdopodobnie Ekwadoru. Snowden uzyskał pomoc od organizacji WikiLeaks i jej założyciela Juliana Assange. W wielu krajach odmówiono mu azylu. Wenezuela zaproponowała mu azyl 6 czerwca 2013. Kiedy znalazł się na lotnisku w Moskwie okazało się, że USA cofnęło mu paszport, więc nie mógł dalej podróżować. Przez miesiąc znajdował się strefie tranzytowej Szeremietiewo, w sierpniu Snowden otrzymał azyl w Rosji na okres jednego roku. Tego samego dnia Snowden opuścił lotnisko w towarzystwie reprezentantki WikiLeaks Sarah Harrison. Okres azylu został przedłużony w 2017, według słów jego adwokata, Anatolija Kuczereny, do roku 2020. Według Kuczereny dokładne miejsce jego pobytu nie zostanie ujawnione. Edward Snowden jest pod ochroną Departamentu Kontrwywiadu Wojskowego FSB.

## Nagrody
We wrześniu 2013 nominowany do Nagrody Sacharowa przez grupę Zieloni – Wolny Sojusz Europejski oraz Zjednoczona Lewica Europejska – Nordycka Zielona Lewica, 30 września znalazł się na liście finalistów.
W 2013 roku profesor socjologii szwedzkiego uniwersytetu w Umeå Stefan Svallfors nominował Snowdena do Pokojowej Nagrody Nobla za bohaterski wkład, który Edward Snowden wniósł kosztem wielkich osobistych wyrzeczeń, ujawniając amerykańską inwigilację, która stoi w sprzeczności z prawem krajowym i międzynarodowymi postanowieniami.
W 2014 laureat nagrody Right Livelihood, nazywanej „Alternatywną Nagrodą Nobla”, za „odwagę i kompetencję w demaskowaniu bezprzykładnego rozmiaru inwigilacyjnych praktyk państwa”.

## Edward Snowden w kulturze
- Film dokumentalny poświęcony Snowdenowi, Citizenfour (2014) w reżyserii Laury Poitras, zdobył liczne nagrody, w tym m.in. Oscara za najlepszy pełnometrażowy film dokumentalny.

- Film fabularny na podstawie jego historii pt. Snowden (2016)[28] wyreżyserował Oliver Stone. W postać Edwarda Snowdena wcielił się Joseph Gordon-Levitt[29].

- W 2016 roku Edward Snowden wystąpił w utworze „Exit” Jeana-Michela Jarre’a[30].

- 17 września 2019 odbyła się międzynarodowa premiera książki Edwarda Snowdena pt. "Pamięć nieulotna" (ang. "Permanent Record"), opisująca kulisy m.in. sprawy ujawnienia tajnych dokumentów rządu amerykańskiego w 2013 roku. W oryginalnej dystrybucji książka została wydana przez wydawnictwo Macmillan Publishers. W Polsce za dystrybucję odpowiedzialne było wydawnictwo Insignis Media[31].

- Ukazały się liczne książki dotyczące Edwarda Snowdena:
  - Glenn Greenwald. Snowden. Nigdzie się nie ukryjesz. 2014. ISBN 978-83-268-1340-5.
  - Luke Harding. Polowanie na Snowdena. 2014. ISBN 978-83-64142-59-8.
  - Lucas Edward Operacja Snowden. Kulisy największej katastrofy zachodniego wywiadu. 2014. ISBN 978-83-63993-93-1.
  - Edward Jay Epstein. How America Lost Its Secrets: Edward Snowden, the Man and the Theft. 2017. ISBN 978-1-5247-5590-4.